# Jamaica Beach
Jamaica Beach – miasto w Stanach Zjednoczonych, w stanie Teksas, w hrabstwie Galveston, nad zatoką Zatoką Meksykańską.